# Atlantisz-guvat
Az Atlantisz-guvat (Atlantisia rogersi) a madarak osztályának darualakúak (Gruiformes) rendjébe és a guvatfélék (Rallidae) családjába tartozó Atlantisia nem egyetlen faja.

## Rendszerezése
A nemet és a fajt is Percy Roycroft Lowe angol ornitológus írta le 1923-ben. Egyes szervezetek a Laterallus nembe sorolják Laterallus rogersi néven, de szerepel  a Creciscus nemben is  Creciscus rogersi néven.
Sokáig úgy tűnt, hogy nincsenek közeli rokon fajai az Atlantisz guvatnak a guvatfélék családjában.
Azonban 1956-ban leírtak egy kihalt fajt az Ascensión szigetről, mely valamikor az 1700-as évek elején halhatott ki onnan. Csontmaradványok alapján írták le és az Atlantisia nemzetségbe sorolták, mivel az is feltehetően röpképtelen volt és a legközelebb fekvő, még élő faj az Atlantisz-guvat volt. A fajt Ascension-szigeti guvat (Atlantisia elpenor) néven vezették be a tudományba.
1973-ban Szent Ilona szigetén akadtak rá egy szintén kihalt faj maradványaira, mely valamikor a sziget 1502-es benépesülése után halhatott ki végleg. Ezt is az Atlantisia nembe sorolták, Atlantisia podarces néven, köznapi neve Szent Ilona-szigeti guvat lett.
Később lezajlott csonttani vizsgálatok bebizonyították, hogy mindkét faj eléggé különálló ahhoz, hogy önálló nemet kapjanak (illetve visszakaphassák régebbi önálló nemüket). Így az Ascensión szigeti fajt jelenleg a Mundia nem egyetlen képviselőjeként tartják számon, tudományos neve Mundia elpenor, míg a Szent Ilona-szigeti faj a Aphanocrex nemet alkotja egymagában, tudományos neve Aphanocrex podarces.
Mára kiderült, hogy nem is feltétlenül annyira közeli rokonok, mint azt először gondolták. Főleg a Szent Ilona-guvat áll rendszertanilag viszonylag távol a másik kettőtől.
Egy 2014-ben lezajlott mitokondriális genetikai vizsgálatsorozat során derült ki hogy ez a faj a Dél-Amerikában honos Laterallus nemmel közelebbi rokonságban áll  és a további vizsgálatok rámutattak hogy legközelebbi rokona a foltos vízicsibe (Laterallus spiloptera), melyet korábban a Porzana nembe sorolt vízicsibék közé tartozónak vélték elsősorban morfológiai jellemzői alapján.  
Ezért a legújabb rendszerezések mindkét faj beolvasztását javasolják a Laterallus nembe.

## Felfedezése
A távoli Inaccessible-sziget találó nevet kapott (Inaccessible magyarul „elérhetetlen”). Elérhetetlenségének következtében ez az apró kis guvat elkerülte a tudomány figyelmét egészen 1923-ig, amikor H. M. C. Rogers tiszteletes, a Tristan da Cunhán lakó lelkész, begyűjtött néhány madárbőrt a Shackleton-Rowett expedíció természetbúvára, Mr. Wilkins számára. Az expedíció valamivel korábban ellátogatott a szigetcsoportra, és hallottak arról, hogy a helyiek egy apró „szigetlakó tyúkról” beszélnek, de nem tudtak a helyszínre utazni, hogy meg is keressék az állatot.
1923. július 5-én a két bőr, melyet Rogers begyűjtött, megérkezett a British Museum Természetrajzi Osztályára, és ott még ugyanebben az évben elkészítette a madár tudományos leírását Percy Lowe, aki az új fajt Atlantisia rogersi-nek nevezte el. Az „Atlantisia” elnevezés arra a hiedelemre emlékeztet, miszerint a Tristan da Cunha szigetcsoport a mesebeli, elsüllyedt Atlantisz földrész maradványa. A „rogersi” fajnév pedig emléket állít annak az embernek, aki felhívta e rejtett életű fajra a tudomány figyelmét.

## Előfordulása
A faj kizárólag az Atlanti-óceán déli részén található Tristan da Cunha szigetcsoport egyik kis szigetén, az Inaccessible-szigeten honos. Természetes élőhelyei az északi gyepek és cserjések. állandó, nem vonuló faj.

## Megjelenése
Testhossza 16 centiméter, ezzel a guvatfélék családjának egyik legkisebb testű képviselője. 
Testének felső része vörösesbarna, az alsó része sötétszürke, a begyén és a szárnyán, valamint szárnyának alsó tollazatán halványabb színű csíkok látszanak. Rövid, hegyes csőre fekete, szemei vörösek.
Olyan apró, alulfejlett szárnyai vannak, hogy teljességgel képtelen a repülésre. A Földünkön élő röpképtelen madárfajok közül ez a faj a legkisebb. Az egyetlen nála kisebb röpképtelen madárfaj, a Stephens-szigeti álfakusz (Xenicus lyalli), mely Új-Zélandon élt, de mára kihalt.

## Életmódja
Tápláléka férgekből, rovarokból áll, de magvakat is fogyaszt. Rendkívül sebesen szökdécsel a sziget nagy területén megtalálható sűrű, magas fűben, mely alapján az alkalmi megfigyelő sokkal inkább egérnek nézi először, mint madárnak. Ezt az illúziót tovább növeli különös, zsugorodott, szőrszerű tollazata.

## Szaporodása
Szaporodási időszaka október és január között van. A zsombékos rejtekébe, a földre építi fészkét. Többnyire kettő tojást rak.
A fiókák könnyen valamilyen nagyobb testű madár zsákmányává lehetnek, de a szintén őshonos Tristan-rigó (Nesocichla eremita) is veszélyes lehet rájuk.

## Természetvédelmi helyzete

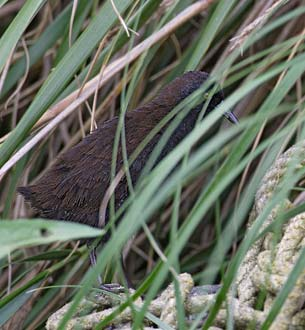

Mivel egyetlen apró szigeten honos a faj összlétszáma nem túl sok. Azonban egyelőre még elég gyakori a szigeten és populációja stabil. Köszönhető ez annak, hogy az Inaccessible-sziget jelenleg is lakatlan, sőt a többi szigetlakó madárfajra oly végzetes patkányok és macskák sem élnek még itt.
A Természetvédelmi Világszövetség a fajt Vörös Listáján a „sebezhető” kategóriába sorolja, mivel egyrészt állományai nem túl nagyok, másrészt, ha a közeli Tristan da Cunha szigetről patkányok jutnának át véletlenül a szigetre az végzetes lenne a fajra nézve. A természetvédelmi hatóságok feladata a faj esetében mindössze annyi, hogy megakadályozzák, hogy emlős ragadozók telepedjenek meg a szigeten. Mivel a sziget lakatlan és hideg éghajlata miatt turisztikailag sem vonzó (a szigetcsoportra amúgy is kevés turista jár), a feladat nem olyan nehéz.

## Fordítás
- Ez a szócikk részben vagy egészben az Atlantisralle című német Wikipédia-szócikk ezen változatának fordításán alapul.  Az eredeti cikk szerkesztőit annak laptörténete sorolja fel. Ez a jelzés csupán a megfogalmazás eredetét és a szerzői jogokat jelzi, nem szolgál a cikkben szereplő információk forrásmegjelöléseként.